# Loschwitz
Loschwitz è un distretto della città di Dresda lungo la riva nord-orientale dell'Elba.
I distretti adiacenti sono Radeberger Vorstadt, Weißen Hirsch, Bühlau, Rochwitz, Wachwitz e Dresdner Heide. Sul lato opposto dell'Elba si trova Blasewitz, a cui Loschwitz è collegata dal ponte di Loschwitz, il Blue Wonder. 

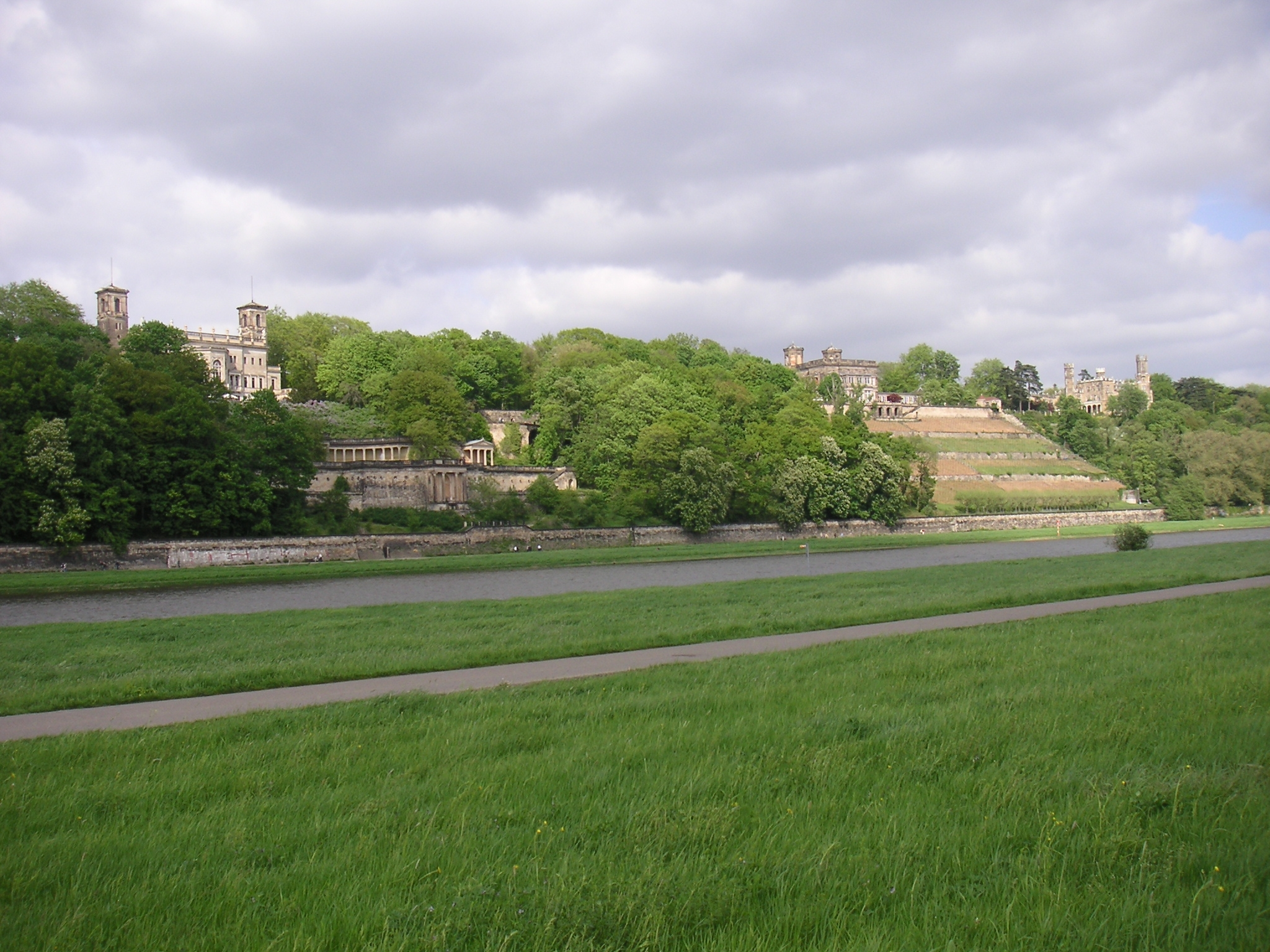
Castelli dell'Elba

Sloschwitz ospita le ferrovia di montagna di Dresda, che ancora oggi sono utilizzate come mezzo di trasporto: la Schwebebahn, la più antica ferrovia sospesa montuosa del mondo, e la Standseilbahn, presso la stazione a monte della quale si trova il punto panoramico Luisenhof.

## Storia
Loschwitz è stata documentata per la prima volta il 18 ottobre 1227 in un documento in latino del vescovo di Meißen Bruno II quando trasferì Luzcwiz e Reppnitz, più avanti lungo l'Elba, al capitolo del duomo di Meißen. L'attuale ortografia del nome del luogo è documentata dall'anno 1571.
Dal XVIII secolo i vigneti di Loschwitz attrassero ricchi nobili, celebrità di Dresda e artisti che costruirono qui le loro cantine e case estive. I viticoltori affermati vendettero le loro proprietà e lavorarono sempre più come coltivatori salariati. Nel 1805, il ricco conte inglese James Ogilvy acquistò diverse proprietà di vigneti sul pendio dell'Elba sul sito degli attuali castelli dell'Elba (castello di Albrechtsberg, Lingnerschloss, castello di Eckberg) attraverso il suo amministratore Johann Georg Christian Fischer. I vigneti furono usati come occasione per coltivare la vite con Giosuè e Caleb come stemma del distretto di Loschwitz. Lo stemma è visibile solo sulla facciata esterna dell'Hotel Villa Loschwitz. 
La Sächsisch-Böhmische Dampfschiffahrt, nel 1863, decise di costruire un porto sotto la città di Loschwitz. Per via delle concessioni di regolamentazione statale, il porto di Loschwitz fu costruito e terminato nel 1867. Nel gennaio 1921 Loschwitz venne incorporato a Dresda nonostante la forte opposizione della popolazione.

### Coltivazione della vite
Su un ripido pendio, ai margini delle colline Westlausitzer, che si estendono su Radebeul fino a dopo Meißen, è estesa ed accompagnata dal corso del fiume Elba, una coltivazione viticola da lunga data. L'elettore di Sassonia, Giovanni Giorgio II di Sassonia, aveva piantato diversi vigneti nell'area del pendio di Loschwitz dal 1660. Dal 1850, si può parlare di un declino della viticoltura sul Loschwitz. Ci sono state molte ragioni che determinarono questa situazione: rese inferiori a causa di secoli di monocoltura, carenza di giovani talenti nel commercio del vino o importazioni di vino più economico dall'Europa meridionale. I vigneti vennero parzialmente trasformati, su vaste aree, in piantagioni di frutta e bacche che hanno permesso un profitto maggiore. Albicocche, pesche e prugne in particolare, ma anche asparagi e fragole venivano coltivate sui terreni sabbiosi soleggiati e caldi delle pendici meridionali. L'improvvisa diffusione della fillossera, importata dall'America nel 1885, fece fermare completamente la viticoltura per i successivi cento anni e trasformò la terra dei viticoltori in ambita area edificabile. L'alta nobiltà e l'aristocrazia finanziaria scoprirono presto l'incantevole paesaggio di Loschwitz e costruirono castelli e ville su queste pendici. Ai piedi di esse, nella città di Loschwitz, i servitori vivevano in case a graticcio, alcune delle quali ancora oggi adornano la città.

## Musei

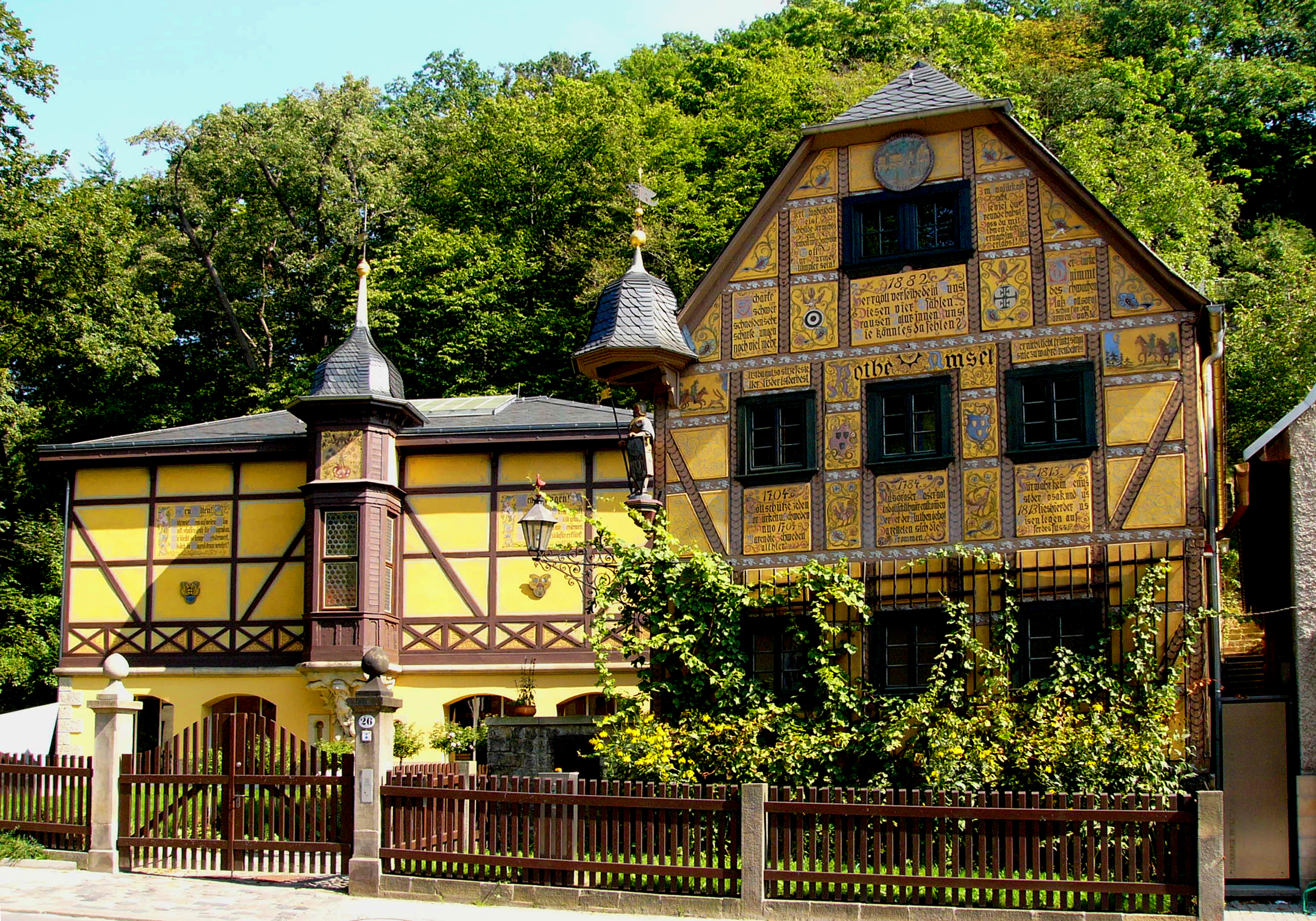
Museo Leonhardi (Hentschelmühle / Rothe Amsel)

Con l'Archivio Josef Hegenbarth, il Museo Leonhardi e lo Schillerhäuschen, tre dei musei di Dresda si trovano nel distretto.

## Galleria d'immagini

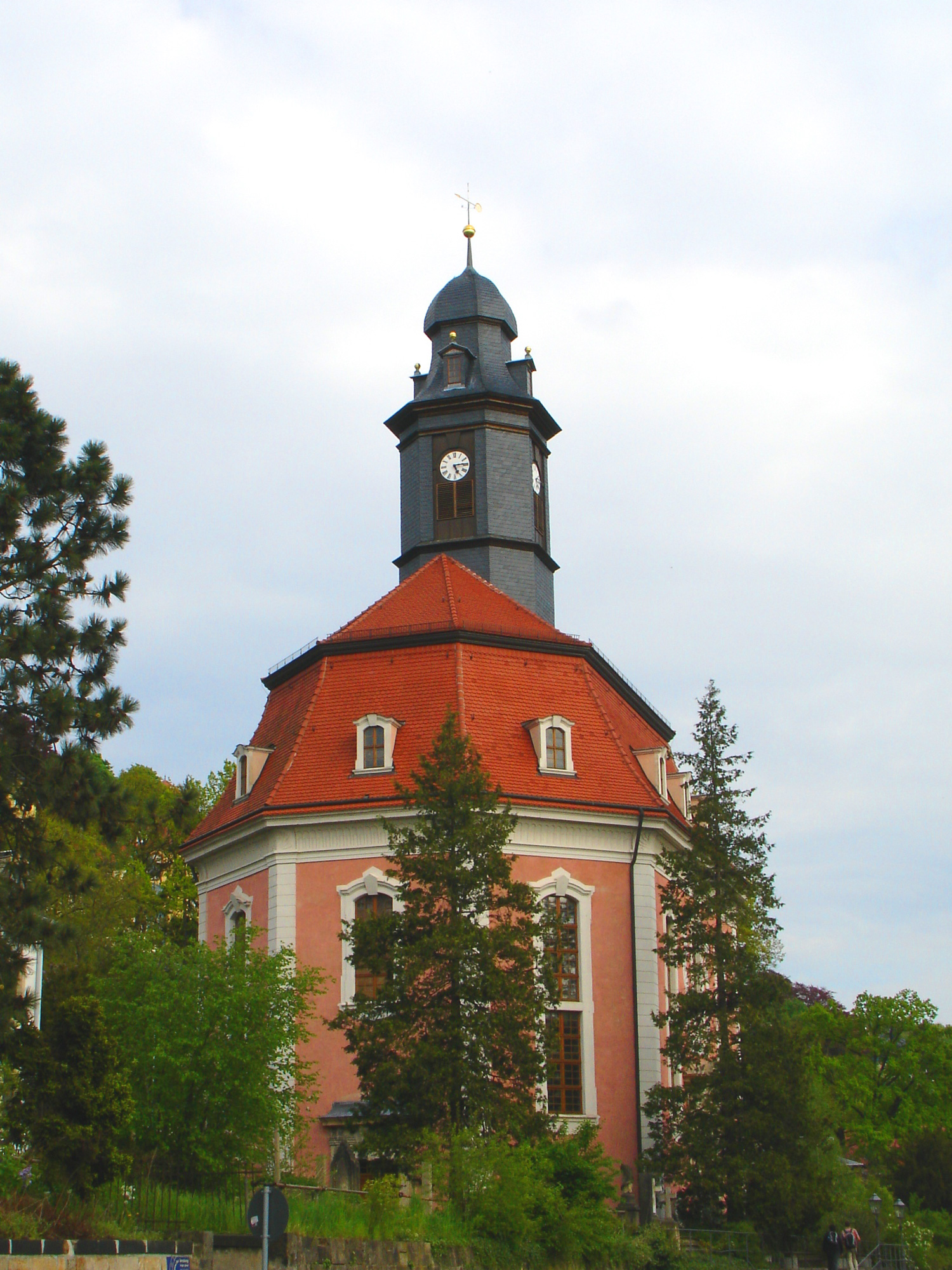
Chiesa di Loschwitz
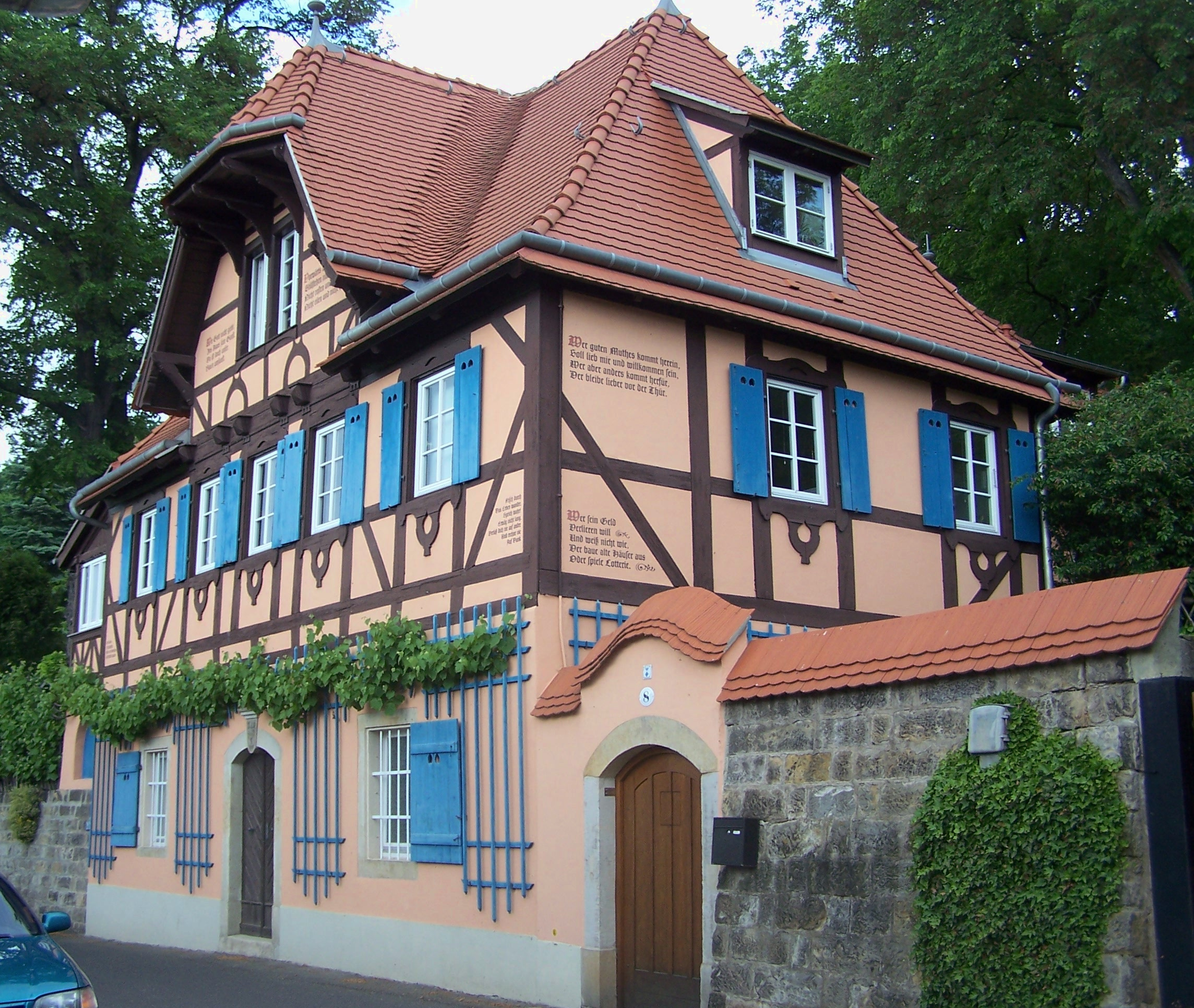
Casa a graticcio sull'Elba
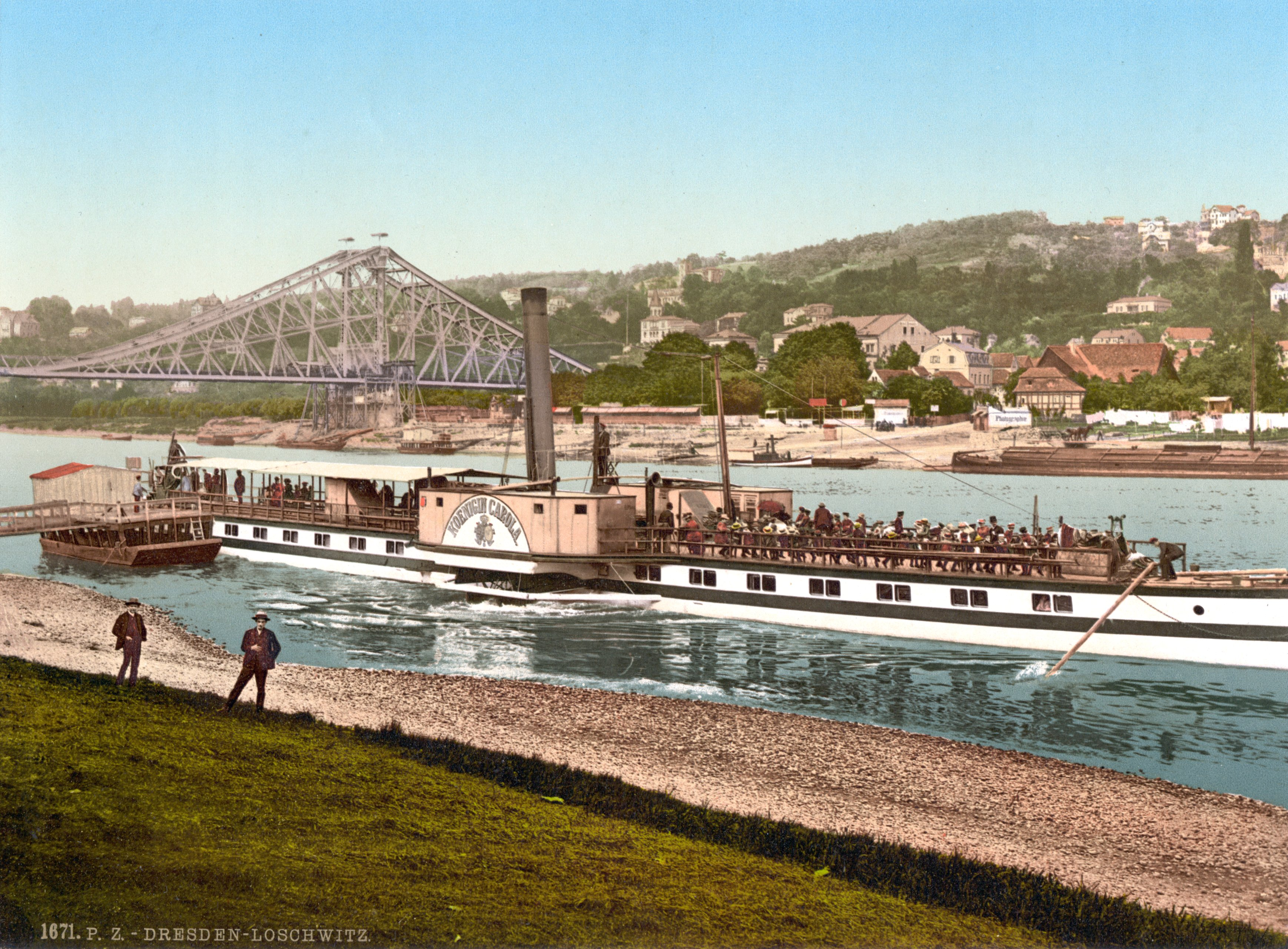
L'allora King Albert Bridge (Blue Wonder), intorno al 1900
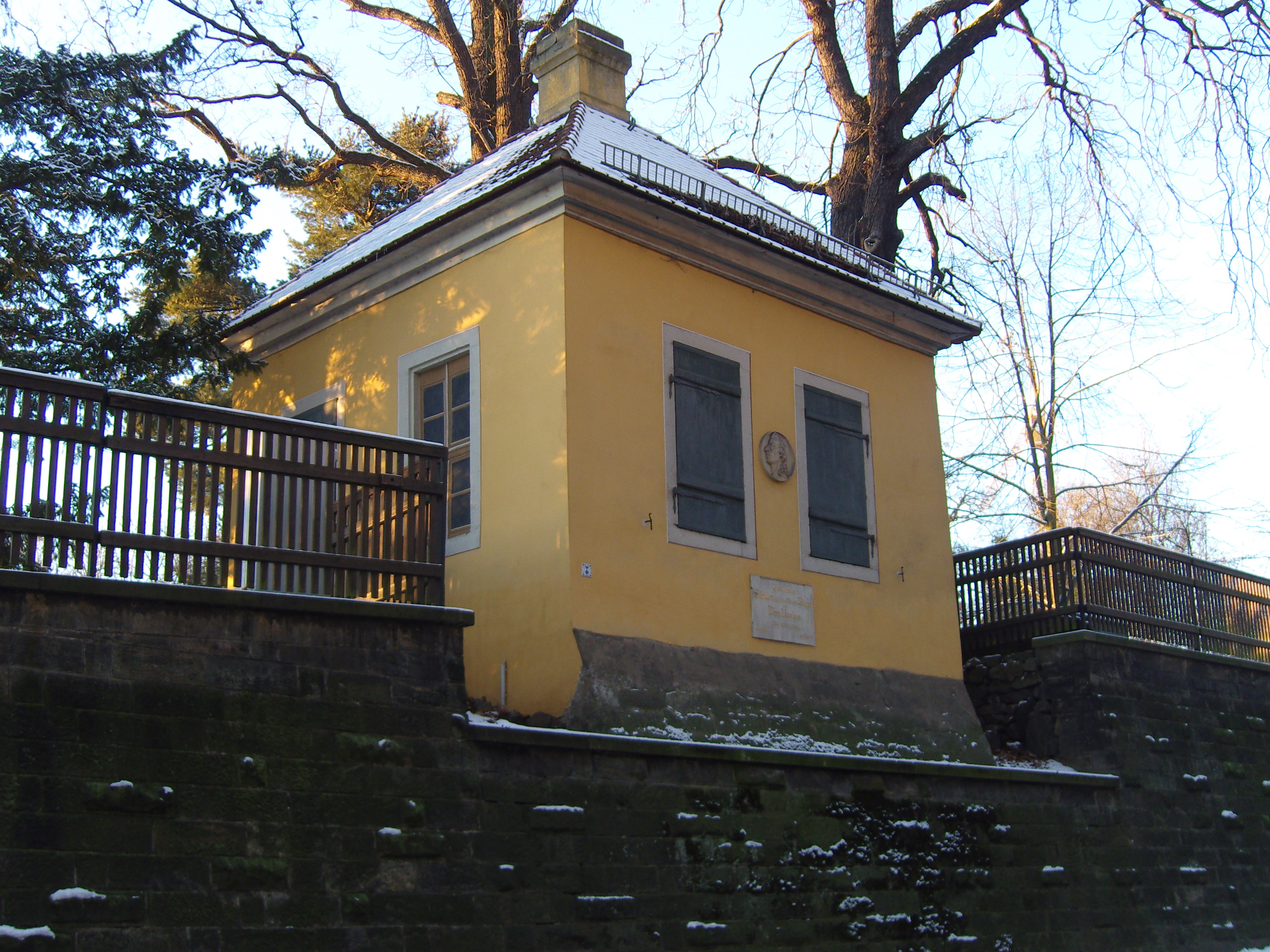
Lo Schillerhäuschen a Dresda-Loschwitz sul vigneto Körnerschen. Schiller visse qui dall'autunno 1785 all'estate 1787.
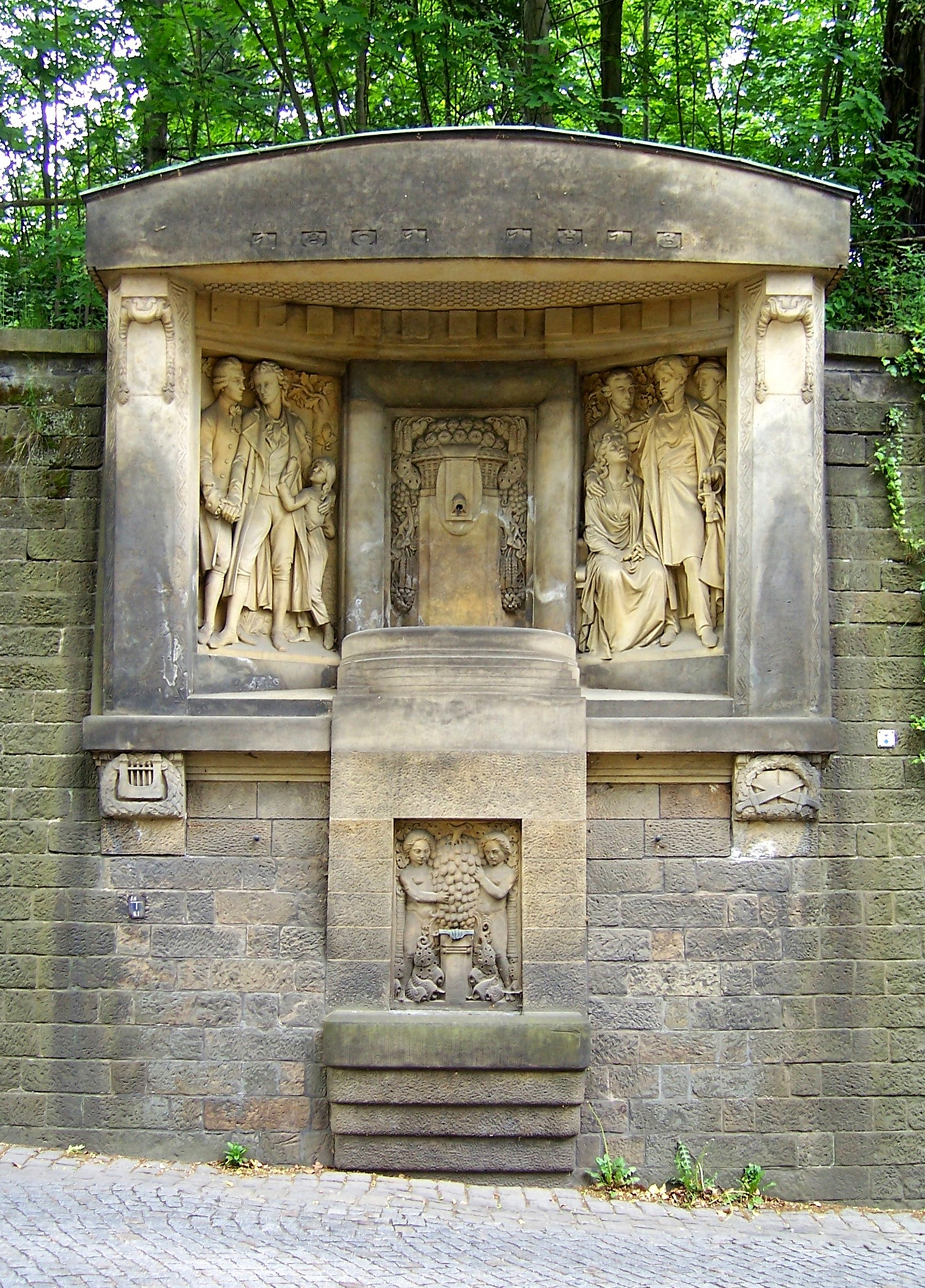
Schiller-Körner-Denkmal in Schillerstrasse, di fronte alla Schillerhäuschen
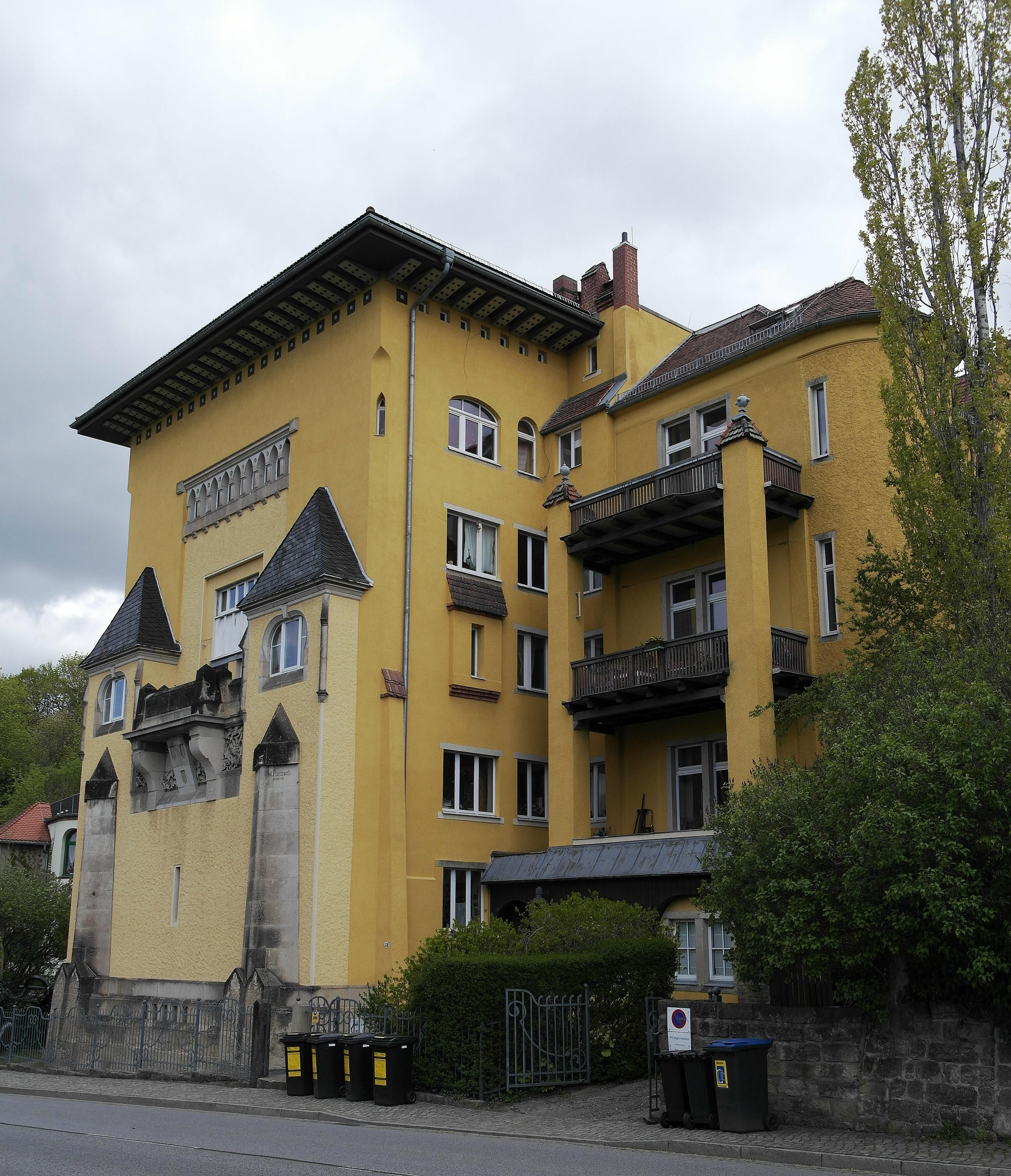
Künstlerhaus Dresden-Loschwitz sulla Pillnitzer Landstraße